# Kirche des Hl. Ludwig von Frankreich
Die Kirche des Heiligen Ludwig von Frankreich (russisch Храм святого Людовика Французского, französisch Église Saint-Louis-des-Français de Moscou) ist eine klassizistische Kirche im Zentrum Moskaus und eine von zurzeit nur zwei geöffneten katholischen Kirchen der Stadt. Die Kirche mit dem Patrozinium des hl. Ludwig von Frankreich war ursprünglich die Nationalkirche der in Moskau lebenden Franzosen und blieb als einzige katholische Kirche der Stadt auch während der gesamten Sowjetzeit geöffnet.
In der Kirche finden regelmäßige Gottesdienste sowie Benefiz-Orgelkonzerte statt. Der Kirche angeschlossen sind eine Sonntagsschule und eine Pfadfinderorganisation.

## Geschichte
1789 erwirkten in Moskau lebende Franzosen die Erlaubnis zum Bau einer eigenen Kirche. Zunächst wurde eine einfache Holzkirche gebaut und am 30. März 1791 dem französischen König Ludwig IX. geweiht. 1833 wurde die Holzkirche wieder abgetragen; an ihrer Stelle wurde 1833–1835 das heutige Gebäude nach einem Entwurf von Alessandro Gilardi errichtet. Geweiht wurde die neue Kirche allerdings erst am 17. Juni 1849.
Kurz vor der Revolution 1917 zählte die französische Gemeinde rund 2700 Mitglieder. Nach der Revolution wurde die Kirche mehrfach ausgeplündert; der Dekan wurde des Landes verbannt. Die Kirche wurde allerdings von der kommunistischen Regierung nie geschlossen und blieb von 1938 bis 1999 die einzige geöffnete katholische Kirche in Moskau.
Am 13. April 1991 errichtete Papst Johannes Paul II. mit der Apostolischen Konstitution Providi quae die „Apostolische Administratur für das Europäische Russland“. Der offizielle Amtsantritt deren ersten Apostolischen Administrators Tadeusz Kondrusiewicz fand am 28. Mai 1991 in der Kirche des Heiligen Ludwig statt.
Mitte der 1990er-Jahre wurde das Innere der Kirche umfassend renoviert.
In der Kirche finden Gottesdienste sowohl der (vorwiegend französischen) Ludwigsgemeinde als auch der (vorwiegend russischen) Peter-und-Paul-Gemeinde statt, deren Peter-und-Paul-Kirche 1938 geschlossen und bis heute nicht zurückgegeben wurde.

## Architektur und Innenausstattung

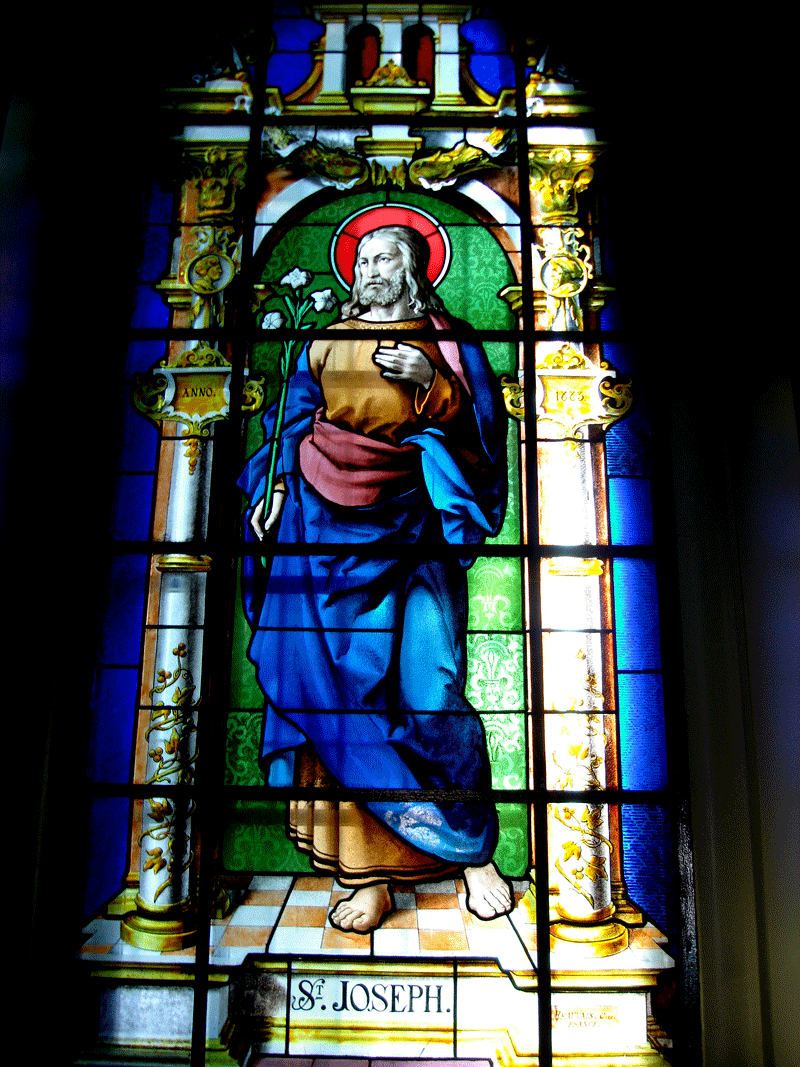
Darstellung des Heiligen Josef auf dem einzigen noch erhaltenen Originalfenster.

Die Kirche des Heiligen Ludwig ist eine klassizistische dreischiffige Basilika. Vor dem Hauptportal befindet sich ein Portikus aus sechs Säulen. An beiden Seiten schließen daran kleine Glockentürme an.
Über dem Hauptaltar befindet sich eine Darstellung der Verklärung des Herrn. 
Am Nebenaltar im linken Seitenschiff befinden sich mehrere Statuen. In der Mitte steht eine Statue des Hl. Ludwig von Frankreich, links davon eine Statue des Hl. Bernhard von Clairvaux, rechts eine Statue des Hl. Franz von Sales. Noch weiter rechts, auf einem eigenen Podest, steht eine Statue des Hl. Antonius von Padua. Zwei kleinere Statuen stellen Schutzheilige Frankreichs Jeanne d’Arc und Therese von Lisieux dar. 
Der Nebenaltar im rechten Seitenschiff ist der Heiligen Mutter Gottes geweiht. Hier steht eine Statue der Jungfrau Maria von Lourdes. 
Auf dem einzigen noch erhaltenen Originalfenster aus dem Jahre 1883, das sich im rechten Nebenschiff befindet, ist der Heilige Josef dargestellt.